# Myrmarachne giltayi
Myrmarachne giltayi är en spindelart som beskrevs av Roewer 1965. Myrmarachne giltayi ingår i släktet Myrmarachne och familjen hoppspindlar. Inga underarter finns listade i Catalogue of Life.